# Litoria
Litoria és un gènere de granotes que es troba a Austràlia, Arxipèlag de Bismarck, Illes Moluques, Nova Guinea, illes Salomó i illa de Timor.

## Taxonomia

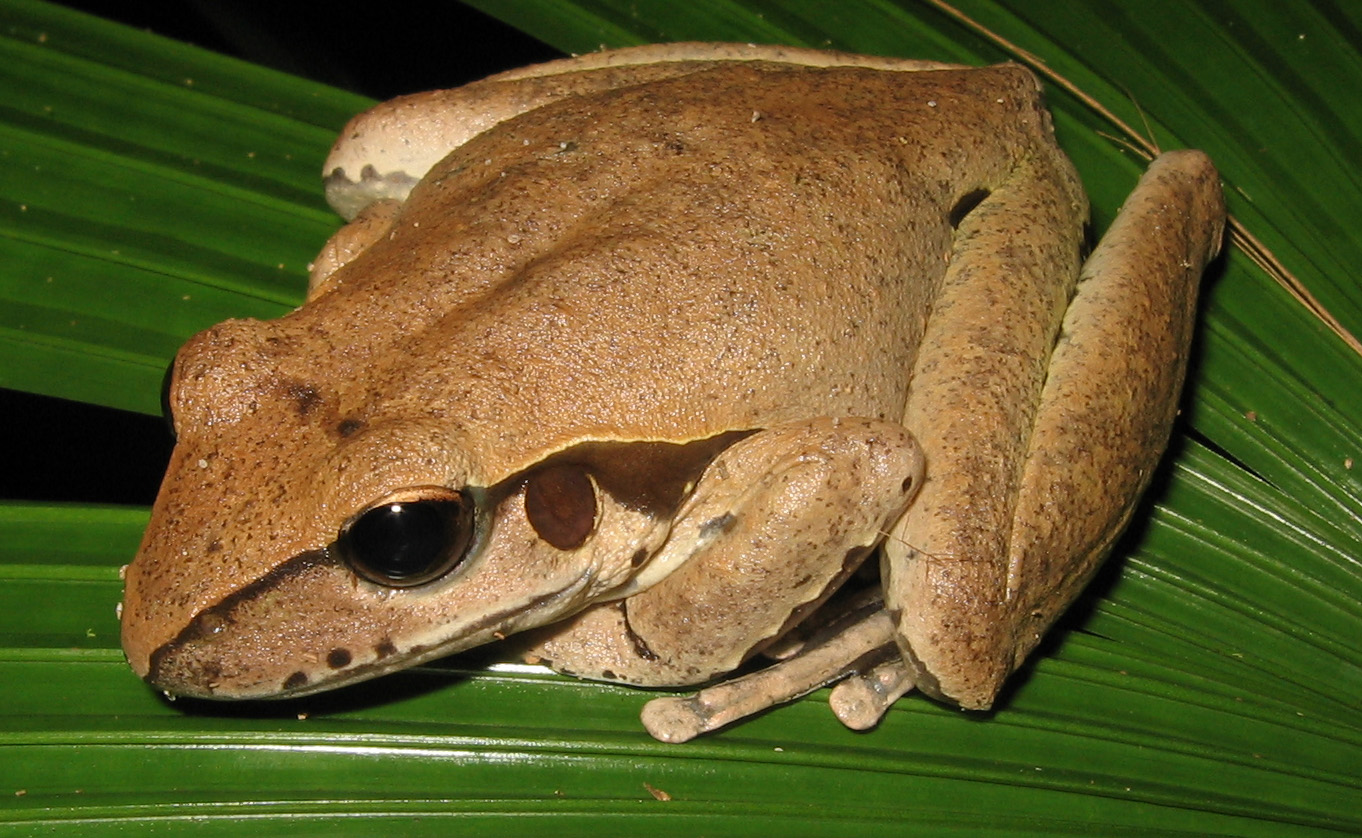
Litoria adelaidensis
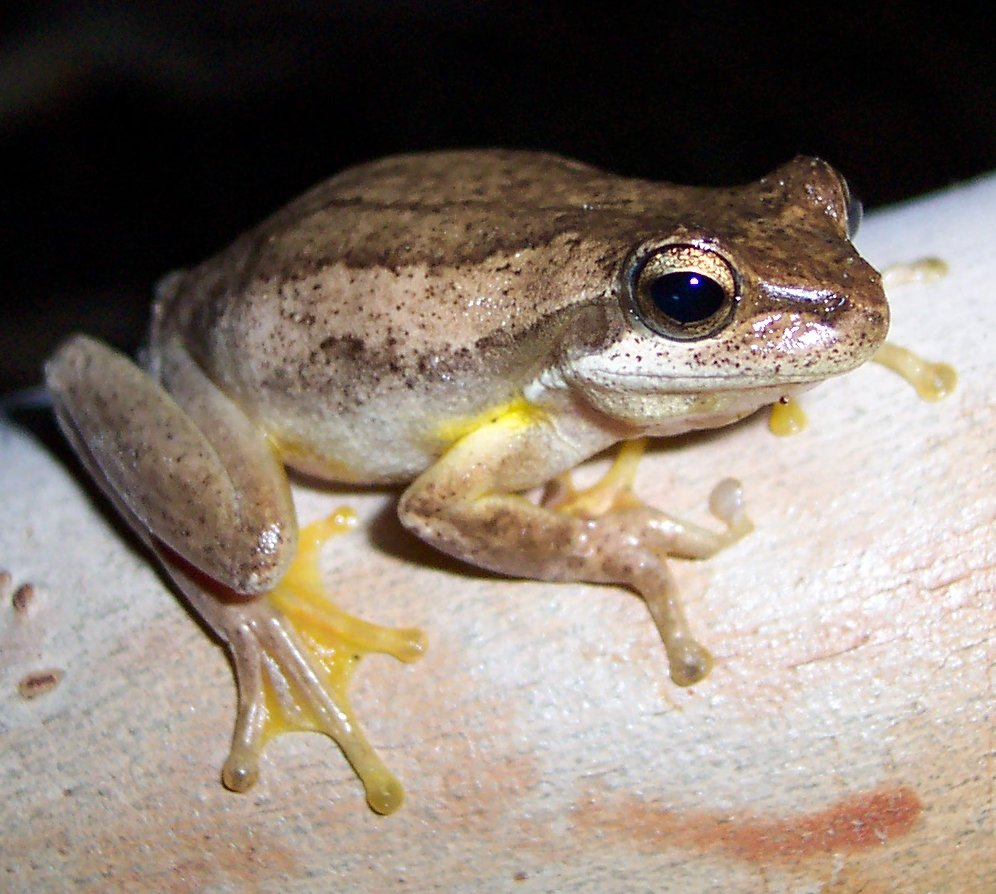
Litoria albolabris
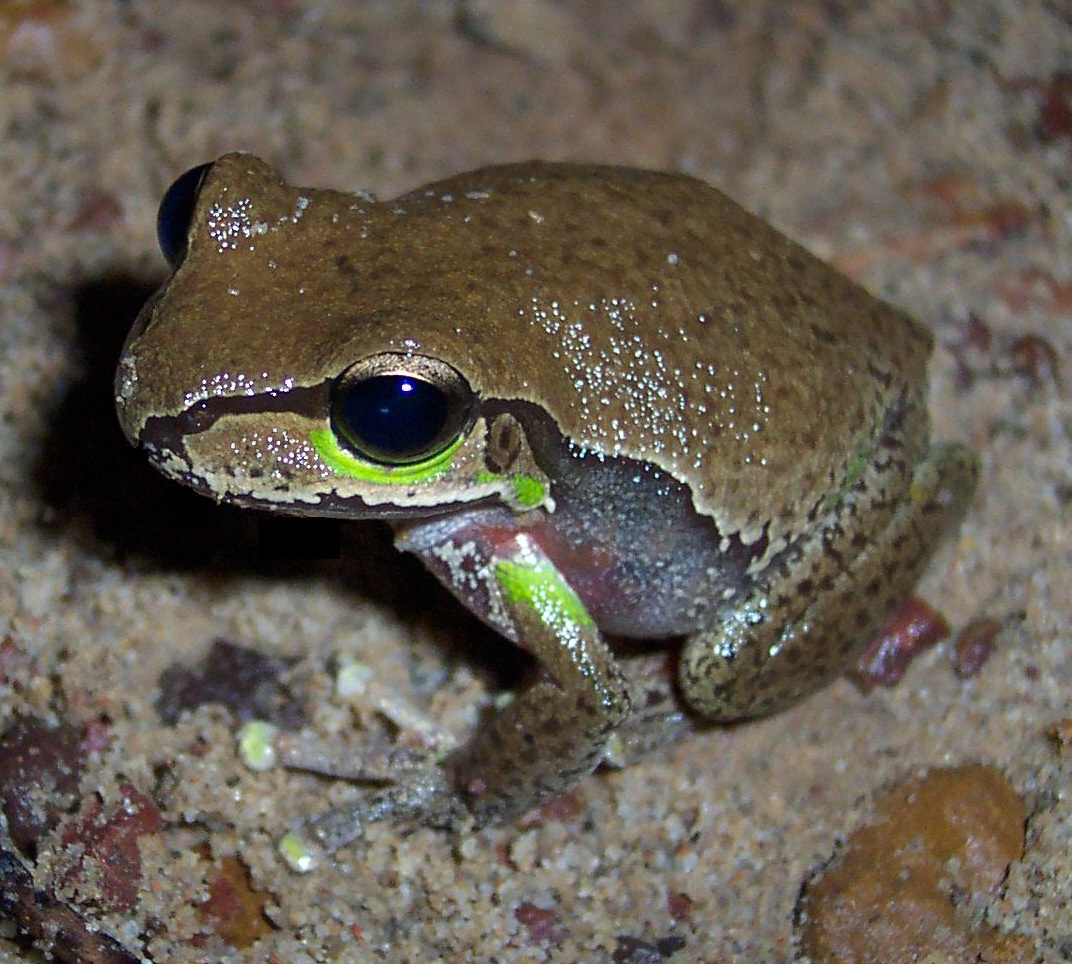
Litoria amboinensis
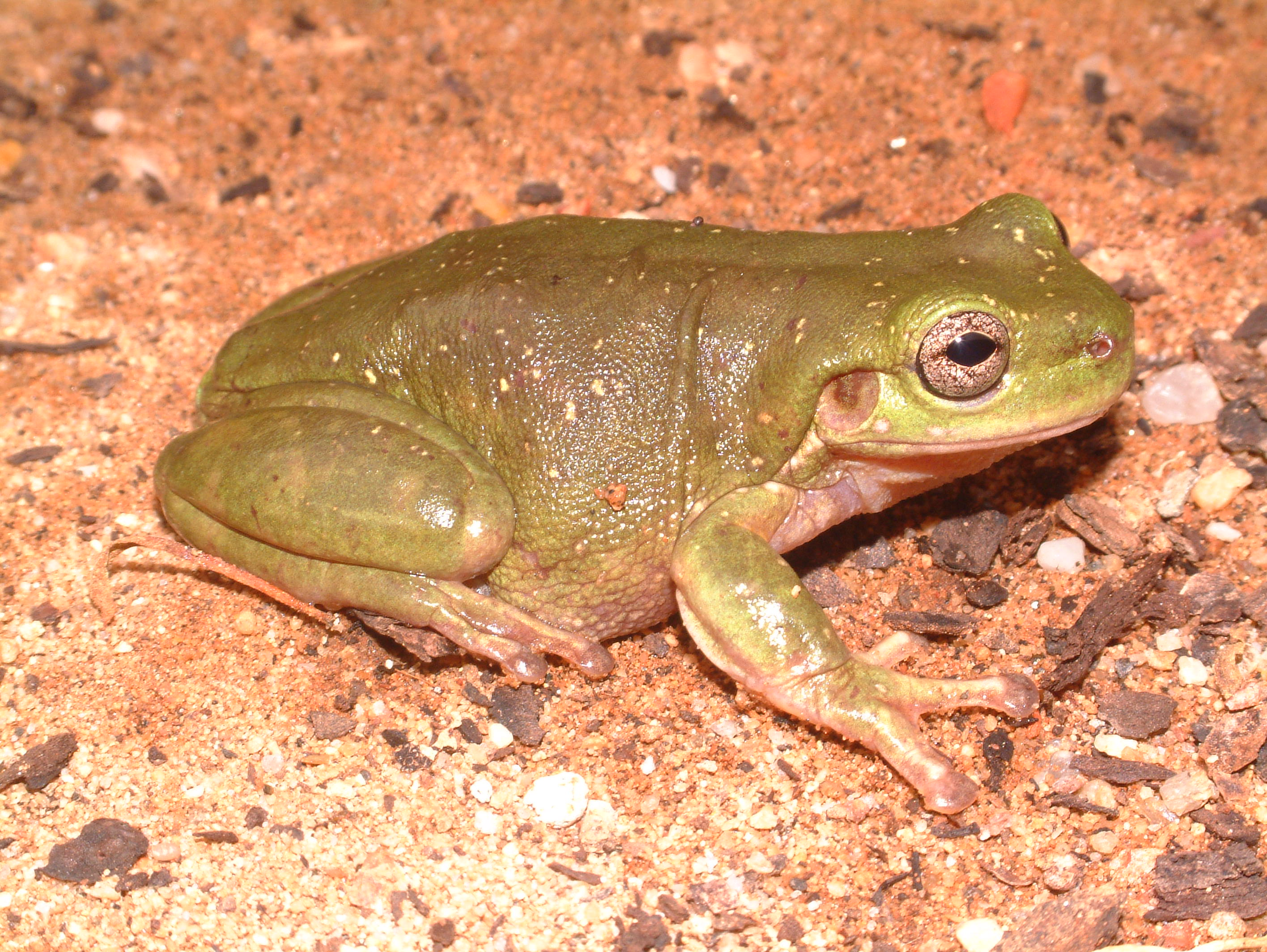
Litoria andiirrmalin
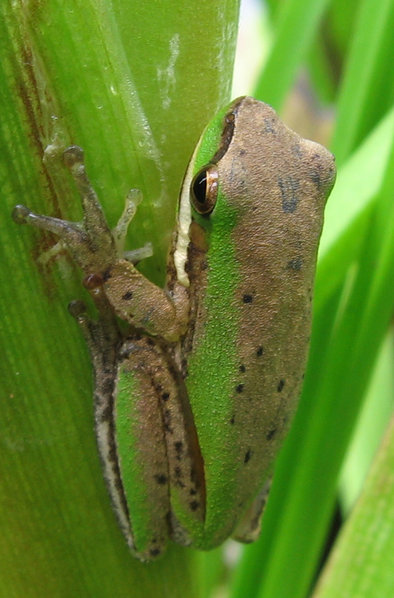
Litoria angiana
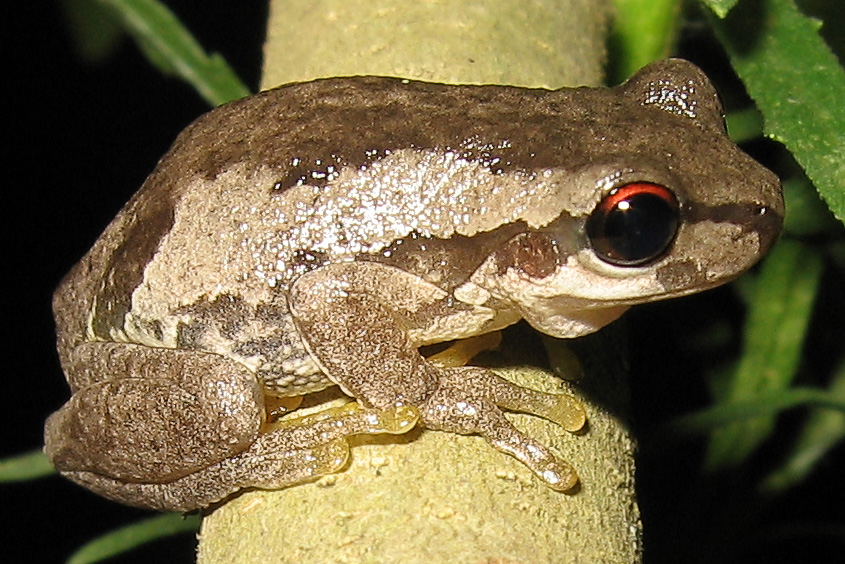
Litoria arfakiana
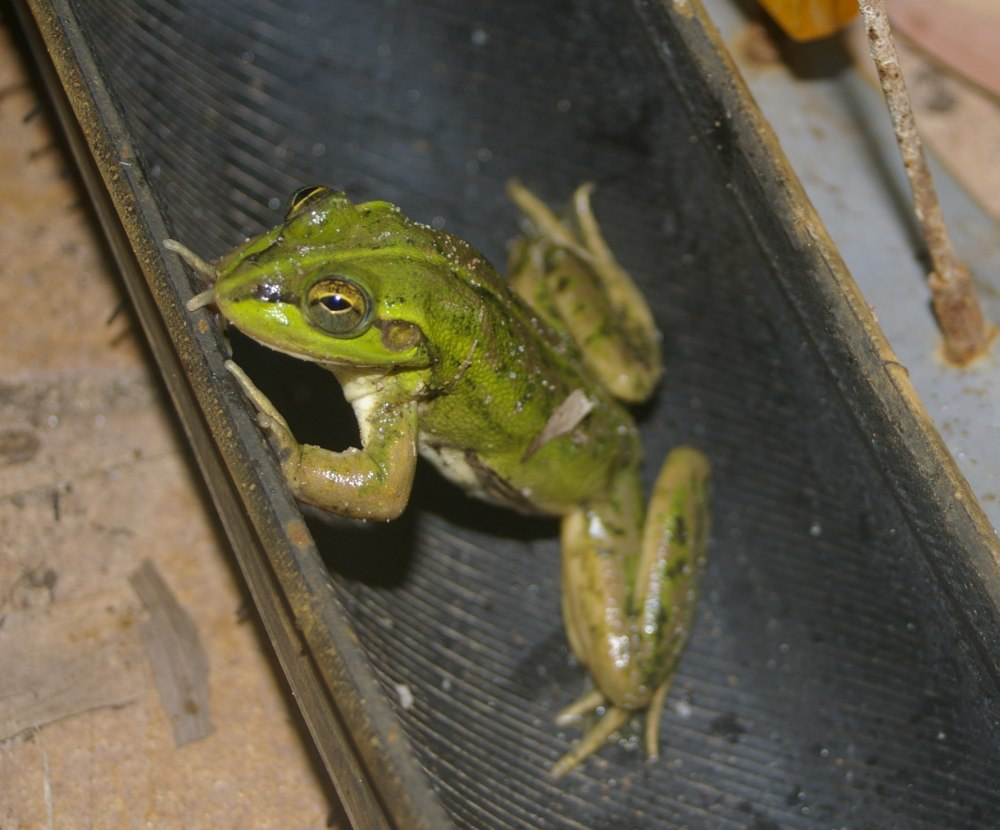
Litoria aruensis
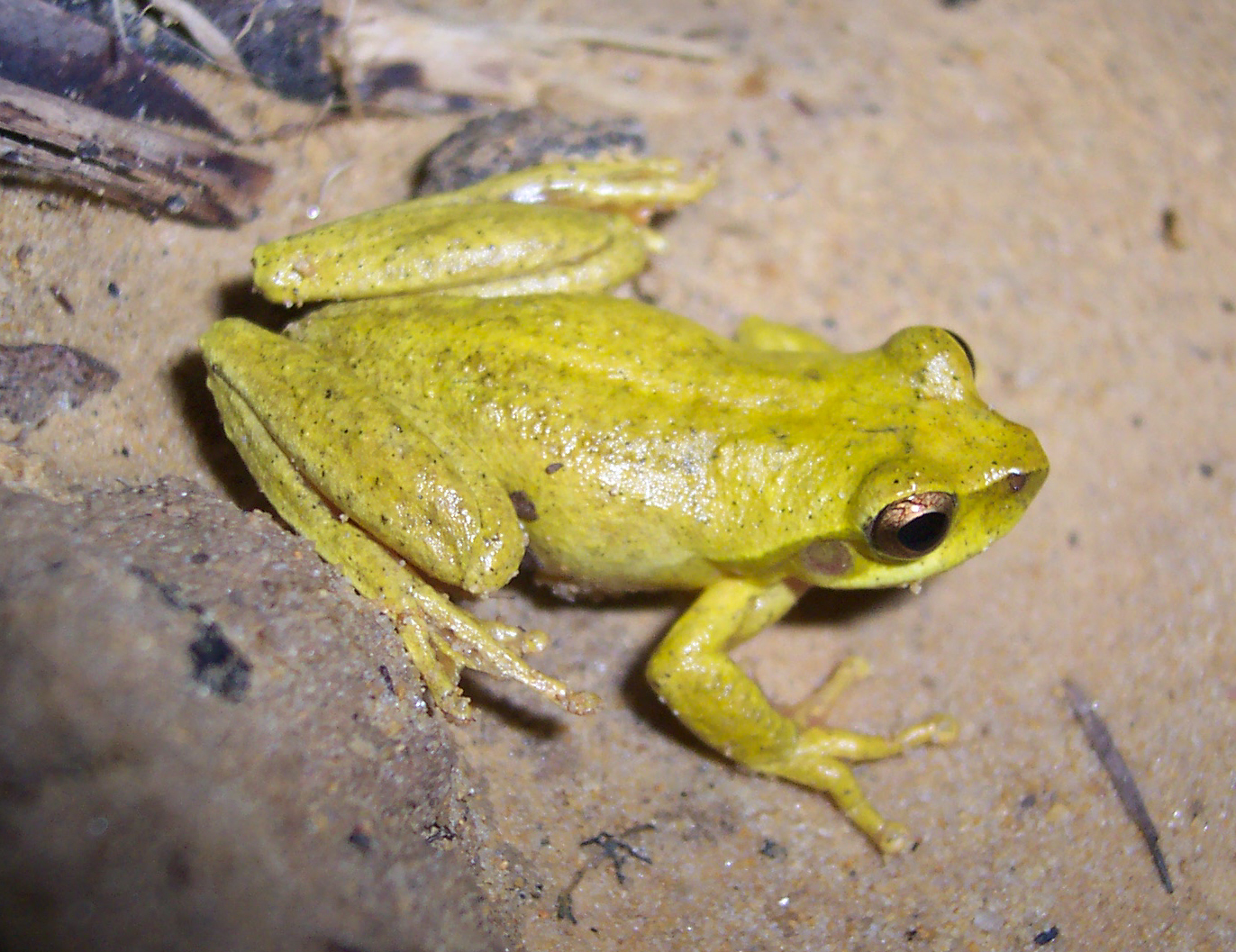
Litoria auae
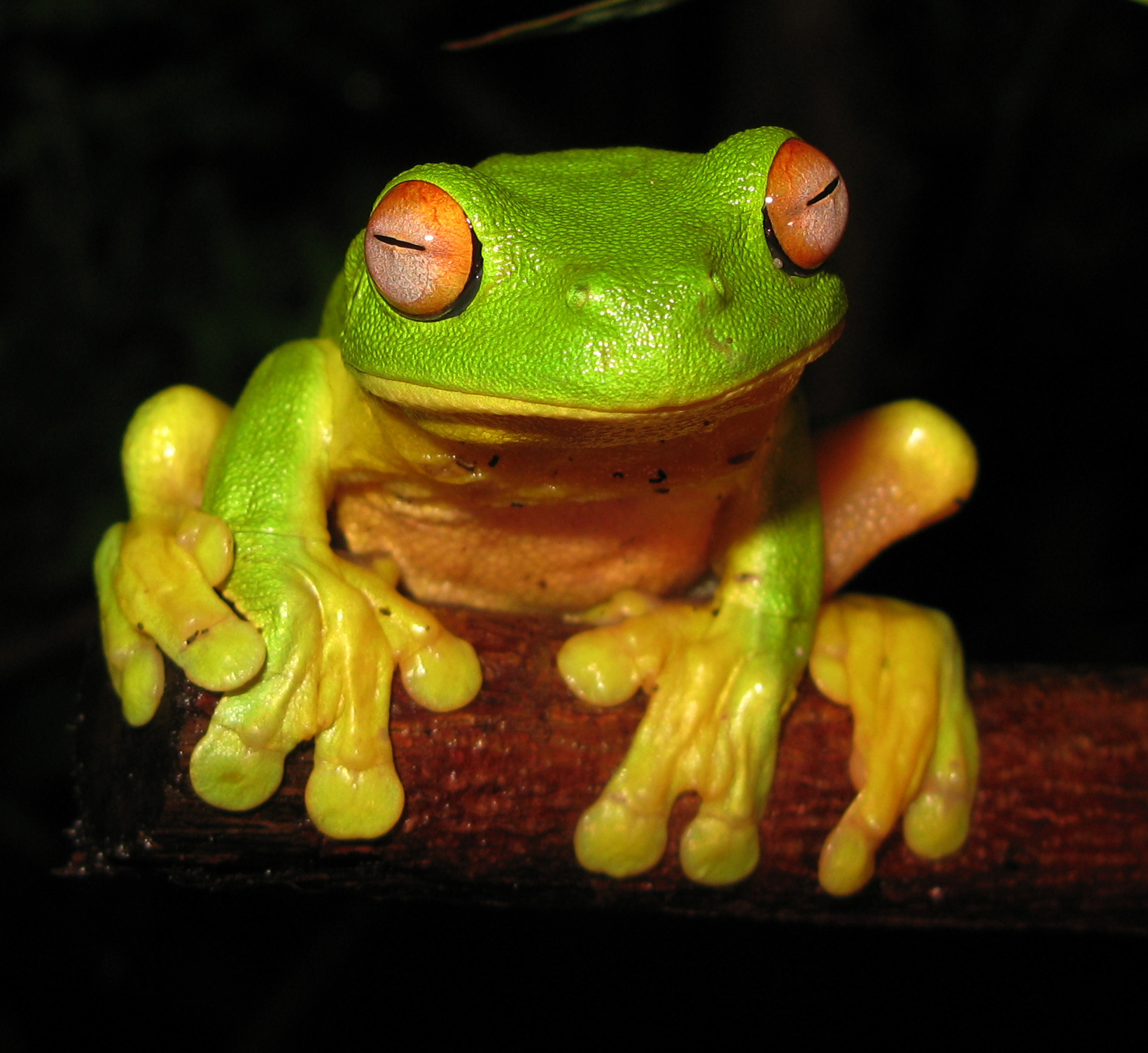
Litoria aurea
- Litoria barringtonensis
- Litoria becki
- Litoria biakensis
- Litoria bibonius
- Litoria bicolor
- Litoria booroolongensis
- Litoria brevipalmata
- Litoria brongersmai
- Litoria bulmeri
- Litoria burrowsae
- Litoria caerulea
- Litoria capitula
- Litoria castanea
- Litoria cavernicola
- Litoria chloris
- Litoria chloronota
- Litoria chrisdahli
- Litoria citropa
- Litoria congenita
- Litoria contrastens
- Litoria cooloolensis
- Litoria coplandi
- Litoria corbeni
- Litoria cyclorhynchus
- Litoria dahlii
- Litoria darlingtoni
- Litoria daviesae
- Litoria dentata
- Litoria dorsalis
- Litoria dorsivena
- Litoria dux
- Litoria electrica
- Litoria elkeae
- Litoria eucnemis
- Litoria everetti
- Litoria ewingii
- Litoria exophthalmia
- Litoria fallax
- Litoria flavescens
- Litoria freycineti
- Litoria genimaculata
- Litoria gilleni
- Litoria gracilenta
- Litoria graminea
- Litoria havina
- Litoria humboldtorum
- Litoria hunti
- Litoria impura
- Litoria inermis
- Litoria infrafrenata
- Litoria iris
- Litoria javana
- Litoria jenolanensis
- Litoria jervisiensis
- Litoria jeudii
- Litoria jungguy
- Litoria kumae
- Litoria latopalmata
- Litoria lesueurii
- Litoria leucova
- Litoria littlejohni
- Litoria longicrus
- Litoria longirostris
- Litoria lorica
- Litoria louisiadensis
- Litoria lutea
- Litoria macki
- Litoria majikthise
- Litoria megalops
- Litoria meiriana
- Litoria microbelos
- Litoria micromembrana
- Litoria modica
- Litoria moorei
- Litoria mucro
- Litoria multicolor
- Litoria multiplica
- Litoria myola
- Litoria mystax
- Litoria nannotis
- Litoria napaea
- Litoria nasuta
- Litoria nigrofrenata
- Litoria nigropunctata
- Litoria nudidigitus
- Litoria nyakalensis
- Litoria obtusirostris
- Litoria oenicolen
- Litoria ollauro
- Litoria olongburensis
- Litoria pallida
- Litoria paraewingii
- Litoria pearsoniana
- Litoria peronii
- Litoria personata
- Litoria phyllochroa
- Litoria piperata
- Litoria pratti
- Litoria pronimia
- Litoria prora
- Litoria purpureolata
- Litoria pygmaea
- Litoria quadrilineata
- Litoria raniformis
- Litoria revelata
- Litoria rheocola
- Litoria richardsi
- Litoria rothii
- Litoria rubella
- Litoria rubrops
- Litoria sanguinolenta
- Litoria sauroni
- Litoria singadanae
- Litoria spartacus
- Litoria spenceri
- Litoria spinifera
- Litoria splendida
- Litoria subglandulosa
- Litoria thesaurensis
- Litoria timida
- Litoria tornieri
- Litoria tyleri
- Litoria umarensis
- Litoria umbonata
- Litoria vagabunda
- Litoria verae
- Litoria verreauxii
- Litoria vocivincens
- Litoria wapogaensis
- Litoria wilcoxii
- Litoria wotjulumensis
- Litoria wisselensis
- Litoria wollastoni
- Litoria xanthomera

- Litoria jungguy
- Litoria jervisiensis
- Litoria citropa
- Litoria gilleni
- Litoria fallax
- Litoria dentata
- Litoria dahlii
- Litoria revelata
- Litoria chloris